# ليون بريوان
ليون نيكولا بريوان (بالفرنسية: Léon Nicolas Brillouin)‏ (ولد في 7 أغسطس 1889 في سيفير (فرنسا)- توفي 4 أكتوبر 1969 في نيويورك): عالم فيزياء فرنسي أميركي، معروف عن عمله في ميكانيكا الكم وفيزياء الحالة الصلبة. وقد كان يعمل على نظرية الموجات ونظرية المعلومات.

## سيرة
وريث سلسلة طويلة من العلماء (والده وجده من قبله كانوا يرأسون كرسي الأستاذية في كوليج دو فرانس)، وكان ليون بريوان ابن مارسيل بريوان، ونجل إيلوتير ماسكارت.
دخل ليون بريوان مدرسة الأساتذة العليا في عام 1908. في نهاية تعليمه، قرر أن يواصل دراسته في معهد الفيزياء النظرية في ميونيخ الذي كان مديره سوى أرنولد سومرفيلد. عمل في مختبر ماكس فون لاوه (1879-1960) على فيزياء الحالة الصلبة، والتي كانت في مهدها.
عاد إلى فرنسا في عام 1913 وبدأ أطروحة عن «نظرية الكم والمواد الصلبة» ، ولم يتمكن من مناقشتها حتى عام 1920، ويرجع ذلك إلى تجنيده أثناء الحرب العالمية الأولى في خدمات الراديو. خلال مسيرته العلمية، ليون بريوان أضاف إلى العلوم مساهمات هامة، مثل التأثير الذي يحمل اسمه، ومفهوم انتشار بريوان، وأيضا مناطق بريوان، على سبيل المثال نذكر فقط واحد من المجالات، فيزياء الحالة الصلبة، حيث كان مارس موهبته، وانه ساعد في وضع أسسها حتى.
في أبريل 1926، ليون بريوان قام بتوليف في المجلة المشهورة «جريدة الفيزياء (Journal de Physique)» ما يقرب عشرة مقالات الفيزياء نُشرت من قبل علماء الفيزياء مثل فيرنر هايزنبرغ، ماكس بورن وباسكوال جوردان. لعب دورا هاما في إدخال ميكانيكا الكم إلى فرنسا.
كان رئيس النظريات الفيزيائية في كلية العلوم في جامعة باريس من 1928 حتي 1932 قبل انتخابه في كوليج دو فرانس خلفا لوالده مارسيل بريوان. جاء بعده لويس دي برولي في جامعة السوربون.
في أغسطس 1939، قبل شهر من إعلان الحرب على ألمانيا، عُين ليون بريوان كمتخصص ومدير الإذاعة الوطنية. استقال بعد أن خدم وقت ما خلال نظام فيشي، أواخر عام 1940 ثم بعد ذلك هاجر إلى الولايات المتحدة.
درس في عدة جامعات (بما في ذلك جامعة هارفارد)، وعمل في آي بي إم من 1948 حتي 1954. انتخب عضوا في الأكاديمية الوطنية للعلوم في عام 1953. أتهى حياته المهنية وحياته في الولايات المتحدة.
نشر في عام 1959 علوم ونظرية والمعلومات (إصدار اللغة الإنجليزية في 1962) حيث تناول العلاقة بين هذه التخصصات. وقد اعتمد وجهة نظر الفيزياء والربط بين العشوائية المعلوماتية لكلود شانون والعشوائية الإحصائية لبولتزمان. يتم سرد عدد من الألعاب على محتوى المعلومات النصية، وذلك حسب كلود شانون في هذا الكتاب.
شارك ليون بريوان في مؤتمر سولفاي الخامس للفيزياء سنة 1927.
| المشاركون في مؤتمر سولفاي الخامس للفيزياء سنة 1927 انقر على وجه كل عالم للمزيد |
| الصف الخلفي (من اليسار إلى اليمين): أوغوست بيكارد، إيميل هنريوت، بول إهرنفست، إدوارد هرتزن، تيوفيل دو دوندر، إروين شرودنغر، يولس-إيميل فيرشافت، فولفغانغ باولي، فيرنر هايزنبيرغ، رالف فاولر، ليون برويون. |
| الصف في الوسط (من اليسار إلى اليمين):بيتر ديباي، مارتن كنودسن، وليم لورنس براغ، هندريك أنتوني كرامرز، بول ديراك، آرثر كومبتون، لويس دي بروي، ماكس بورن، نيلز بور.                                         |
| الصف الأمامي (من اليسار إلى اليمين):إرفينغ لانغموير، ماكس بلانك، ماري كوري، هندريك أنتون لورنتس، ألبرت أينشتاين، بول لانجفان، تشارلز أوجين غاي، تشارلز ويلسون، أوين ريتشاردسون.                           |

## روابط خارجية
- ليون بريوان على موقع الموسوعة البريطانية (الإنجليزية)